# Brethour Island
Brethour Island ist eine kleine Insel in der Haro-Straße, einem Teil der südlichen Gulf Islands in British Columbia, Kanada. Die Insel ist ca. 600 Meter lang und breit und liegt nordöstlich des auf Vancouver Island liegenden Ortes Sidney. Sie gehört zum Verwaltungsbezirk Capital Regional District.

## Geschichte
Die Insel wurde nach der Pionierfamilie Brethour benannt, die um 1873 das heutige Gebiet von Sidney besaß. Zuvor wurde die Insel als Hill Island bezeichnet. Mittlerweile ist die Insel Teil einer von Fisheries and Oceans Canada ausgewiesenen Rockfish Conservation Area.

## Nutzung und Natur
Die ungefähr drei Kilometer südlich von Moresby Island liegende Insel erhebt sich bis zu 26 Meter über den Meeresspiegel und ist Teil der Gulf Islands. Die Insel mit ihren felsigen Küstenlinien und das Gebiet herum ist Heimat diverser seltener Vogelarten und Meerestiere, welche durch Schutzgebiete geschützt sind. Heute ist die Insel in Privatbesitz und nicht frei zugänglich. Zudem gibt es keinen Hafen oder Anleger, die Insel kann nur durch ein Wasserflugzeug oder ein Boot besucht werden.

## Bedeutung für Sidney
In Sidney wurde in Anerkennung der Familie Brethour und deren Beitrag für die Stadt der Philip Brethour Park nach der Insel und der Familie benannt.